# La strategia di Adam
La strategia di Adam (The Jerk Theory) è un film del 2009 diretto da Scott S. Anderson.

## Trama
Un aspirante artista, Adam, è bruciato interiormente da una brutta esperienza e decide che se le donne non rispondono al "bel ragazzo", allora sarà lui a farle "scattare". Questo è successo selvaggiamente  con relazioni significative, ma quando Adam incontra Molly, che non sembra rispondere al suo flirt, Adam si trova a riconsiderare la sua filosofia di incontri e tenterà di conquistarla in tutti i modi.